# Brucheiser argentinus
Brucheiser argentinus là một loài côn trùng trong họ Coniopterygidae thuộc bộ Neuroptera. Loài này được Navás miêu tả năm 1927.